# 余璽
余璽（1437年—1496年），字世用，四川重慶府巴縣人，義勇前衛官籍，治《詩經》。

## 生平
十二月十二日生，行六。由國子生中式順天府鄉試第二十六名舉人，會試中式第八十九名。年二十八歲中式天順八年甲申科第二甲第六十六名進士。

## 家族
曾祖余善存；祖余成德，百戶；父余子亮；前母匡氏；高氏。慈侍下，妻高氏，繼妻陳氏；黃氏（聘）；兄珍（千戶）；瑛；瑄；琦；瓚；慶。